# أنتوني لانغلي
أنتوني لانغلي (بالإنجليزية: Tony Langley)‏ هو شخصية أعمال بريطاني، ولد في 1954.